# フランス長編ミステリー傑作集
フランス長編ミステリー傑作集（フランスちょうへんミステリーけっさくせん）は、1986年に読売新聞社から刊行されたフランスの推理小説の叢書。新書版、全6冊。
装丁は福島一夫、カバーのイラストは杉本典巳が担当。選者は翻訳家の長島良三と、読売新聞社の谷亀利一と思われる。

## 刊行一覧
1. 『並木通りの男』（L'Homme de l'avenue (1962)、フレデリック・ダール、長島良三訳） 1986.6　ISBN 4-643-74420-0
2. 『チューインガムとスパゲッティ』（Chewing-gum et Spaghetti (1959)、シャルル・エクスブライヤ、堀内一郎訳） 1986.6　ISBN 4-643-74430-8
3. 『メグレと死体刑事』（L'inspecteur Cadavre (1941)、ジョルジュ・シムノン、長島良三訳） 1986.8　ISBN 4-643-74520-7
4. 『蝮のような女』（C'est toi le venin (1957)、フレデリック・ダール、野口雄司訳） 1986.8　ISBN 4-643-74530-4
5. 『死のランデブー』（Les rendez-vous de passy (1950)、ピエール・ボアロー、佐々木善郎訳） 1986.10　ISBN 4-643-74610-6
6. 『パリを見て死ね!』（Paris va mourir (1969)、フランシス・リック、山本岳夫訳） 1986.10　ISBN 4-643-74620-3